# Ейдриън Стивън
Ейдриън Стивън (на английски: Adrian Stephen) е английски психоаналитик, член на кръга Блумсбъри и брат на Вирджиния Улф и Ванеса Бел.

## Биография
Роден е през 1883 година в Лондон, Великобритания, най-младия от четири деца на Лесли Стивън. През 1914 г. се оженва за Карин Костело. След Първата световна война двамата се заинтересуват от психоанализа и са анализирани от Джеймс Глоувър. След като той умира Едриън продължава анализата си с Ела Шарп. През 1925 г. получава медицинската си степен. През 1927 става асоцииран член на Британското психоаналитично общество, а през 1930 и пълноправен член.
С избухването на Втората световна война Стивън става все по-гневен от нацистките издевателства и постъпва в армията като лекар през 1942 г.
Умира през 1948 година в Лондон на 65-годишна възраст.